# Adam Hugill
Adam Hugill (22 juli 1997) is een Brits acteur.

## Carrière
Hughill speelde in 2019 in de musical Standing at the Sky’s Edge waarmee hij beloont werd met een Best Actor-award op de The Stage Debut Awards. Hij speelde daarna mee in de succesfilm 1917 en het oorlogsdramaserie World on Fire. In 2022 speelde hij mee in Doctor Strange in the Multiverse of Madness waar hij de rol van Rintrah speelde.